# Sepakat Bersatu
Sepakat Bersatu is een bestuurslaag in het regentschap Tebo van de provincie Jambi, Indonesië. Sepakat Bersatu telt 1070 inwoners (volkstelling 2010).